# Simon Uutoni
Simon Uutoni (ur. 2 października 1970) – namibijski piłkarz grający na pozycji obrońcy.

## Kariera klubowa
W swojej karierze piłkarskiej Uutoni grał w klubie Liverpool Okahandja.

## Kariera reprezentacyjna
W reprezentacji Namibii Uutoni zadebiutował w 1997 roku. W 1998 roku został powołany do kadry na Puchar Narodów Afryki 1998. Na nim rozegrał trzy spotkania: z Wybrzeżem Kości Słoniowej (3:4), z Angolą (3:3) i z Republiką Południowej Afryki (1:4), w którym zdobył gola. W kadrze narodowej grał do 2000 roku. Rozegrał w niej 23 mecze i strzelił 3 gole.